# Ліски (станція, Білорусь)
Ліски (біл. Ліскі) — залізнична станція Гомельського відділення Білоруської залізниці на лінії Гомель–Лунинець — Берестя між зупинним пунктом Геолог та станцією Бабичі. Розташована за 1,6 км на північ від села однойменного Ліски Речицького району Гомельської області.